# Ordina Open 2003
L'Ordina Open 2003 è stato un torneo di tennis giocato sull'erba. È stata la 14ª edizione dell'Ordina Open, che fa parte della categoria International Series nell'ambito dell'ATP Tour 2003, e della Tier III nell'ambito del WTA Tour 2003. Sia il torneo maschile che quello femminile si sono giocati al Autotron park di Rosmalen, vicino 's-Hertogenbosch nei Paesi Bassi, dal 16 al 22 giugno 2003.

## Campioni

### Singolare maschile
Sjeng Schalken ha battuto in finale  Arnaud Clément con il punteggio di 6–3, 6–4

### Singolare femminile
Kim Clijsters  ha battuto in finale  Justine Henin-Hardenne con il punteggio di 6(4)–7, 3-0 rit.

### Doppio maschile
Martin Damm /  Cyril Suk hanno battuto in finale  Donald Johnson /  Leander Paes con il punteggio di 7–5 7–6(4)

### Doppio femminile
Elena Dement'eva /  Lina Krasnoruckaja hanno battuto in finale  Nadia Petrova /  Mary Pierce  2–6, 6–3, 6–4